# Sovrani di Polonia
La Polonia fu retta in vari periodi da duchi e principi (dal X al XIV secolo) o da re (dal XI al XVIII). Durante l'ultimo periodo, una tradizione di elezioni libere resero la monarchia polacca una posizione unica in Europa (dal XVI al XVIII secolo).
Il primo sovrano polacco di cui si abbia notizia è il duca Miecislao I, che nel 966 adottò il cristianesimo sotto l'autorità di Roma. Gli successe il figlio, Bolesłao I il Coraggioso, che ampliò notevolmente i confini dello Stato polacco e regnò come primo re nel 1025. I secoli successivi diedero origine alla potente dinastia dei Piasti, composta sia da re come Miecislao II, Premislao II o Ladislao il Breve che da duchi come Bolesłao III. La dinastia cessò di esistere con la morte di Casimiro III il Grande nel 1370. Nello stesso anno, la casa capetingia d'Angiò divenne la casa regnante con Luigi I come re di Polonia e Ungheria. Sua figlia Edvige sposò in seguito Jogaila, granduca pagano di Lituania, che nel 1386 fu battezzato e incoronato con il nome di Ladislao II Jagellone, creando così la dinastia jagellonica e un'unione personale tra Polonia e Lituania.
Durante il regno di Casimiro IV Jagellone e Sigismondo I il Vecchio, la cultura fiorì e le città si svilupparono. Quest'epoca di progresso, nota anche come Rinascimento polacco, continuò fino all'Unione di Lublino sotto Sigismondo II Augusto, che segnò ufficiosamente la fine del secolo d'oro polacco. Dopo la morte dell'ultimo re jagellone, la Confederazione polacco-lituana unita divenne una monarchia elettiva con l'elezione di monarchi per lo più stranieri, come Enrico III di Francia, che fu testimone dell'introduzione del sistema della Libertà Dorata, e Stefano I Báthory, un abile comandante militare che rafforzò la nazione. Il significativo governo della dinastia Vasa inizialmente espanse la Confederazione con lo sviluppo delle arti e dei mestieri, nonché del commercio e degli scambi. Il re Sigismondo III Vasa, un sovrano di talento ma un po' dispotico, coinvolse il Paese in molte guerre, che portarono poi alla conquista di Mosca e alla perdita della Livonia a favore della Svezia. Suo figlio, Ladislao IV Vasa, difese strenuamente i confini della Confederazione e continuò la politica del padre fino alla sua morte, a differenza di Giovanni II Casimiro, il cui tragico governo lo portò ad abdicare.
L'elezione di Giovanni III Sobieski al trono polacco si rivelò vantaggiosa per la Confederazione. Brillante tattico militare, Giovanni III condusse le forze della coalizione alla vittoria a Vienna nel 1683 e riconquistò parzialmente il territorio dall'Impero ottomano. Tuttavia, gli anni successivi non furono altrettanto fruttuosi. Il lungo e inefficace governo della dinastia Wettin (Augusto II il Forte e Augusto III) pose la Confederazione sotto l'influenza della Sassonia e dell'Impero russo. Ulteriori faide con la nobiltà ribelle (szlachta) e soprattutto con Stanislao I Leszczyński e la Francia diminuirono l'influenza della Polonia-Lituania nella regione, portando alle spartizioni che si verificarono sotto il re Stanislao II Augusto, un altro monarca illuminato ma inefficace. L'ultimo vero sovrano di Polonia fu Federico Augusto I, duca di Varsavia, che per tutta la sua carriera politica tentò di riabilitare lo Stato polacco. 
Dopo le guerre napoleoniche, molti sovrani rivendicarono il titolo di re, duca o sovrano polacco, in particolare imperatori tedeschi (il Re di Prussia fu sovrano del granducato di Poznań dal 1815 al 1918), russi (l'Imperatore di Russia ebbe il titolo di Re di Polonia dal 1815 al 1917, di fatto 1915, come sovrano del Regno di Polonia del Congresso), austriaci (gli Imperatori asburgici furono sovrani del Regno di Galizia e Lodomeria dal 1772 al 1918 e del granducato di Cracovia dal 1846 al 1918). La monarchia polacca fu di nuovo proclamata nel 1915-1916 con la creazione di un nuovo Regno di Polonia guidato da un consiglio di reggenza ma questa entità statale fu abolita e fu istituita un'autorità parlamentare repubblicana quando la Polonia fu ricostituita come Stato sovrano nel 1918.

## Polonia medievale

### Sovrani leggendari e semi-leggendari

#### Lechiti (VI secolo-VIII secolo)
| Nome              | Ritratto | Regno       | Regno       | Note                              |
| Nome              | Ritratto | Inizio      | Fine        | Note                              |
| ----------------- | -------- | ----------- | ----------- | --------------------------------- |
| Lech              |          | VI secolo   | VI secolo   |                                   |
| Krakus I          |          | VI secolo   | VI secolo   | Leggendario fondatore di Cracovia |
| Krakus II Krak II |          | VIII secolo | VIII secolo |                                   |
| Lech II           |          | VIII secolo | VIII secolo |                                   |
| Wanda             |          | VIII secolo | VIII secolo | Figlia di Krakus                  |

### Popielidi (VIII secolo-IX secolo)
| Nome       | Ritratto | Regno             | Regno             | Note                                            |
| Nome       | Ritratto | Inizio            | Fine              | Note                                            |
| ---------- | -------- | ----------------- | ----------------- | ----------------------------------------------- |
| Leszko I   |          | VII - VIII secolo | VII - VIII secolo |                                                 |
| Leszko II  |          | VIII secolo       | VIII secolo       |                                                 |
| Leszko III |          | VIII secolo       | VIII secolo       |                                                 |
| Popiel I   |          | VIII secolo       | VIII secolo       |                                                 |
| Popiel II  |          | IX secolo         | IX secolo         | Secondo la leggenda venne detronizzato da Piast |

### Dinastia Piast (Duchi dei Polani) (IX secolo-X secolo)
| Nome      | Ritratto | Regno         | Regno         | Note               |
| Nome      | Ritratto | Inizio        | Fine          | Note               |
| --------- | -------- | ------------- | ------------- | ------------------ |
| Piast     |          | IX secolo     | IX secolo     |                    |
| Siemowit  |          | VIII secolo   | VIII secolo   | Figlio di Piast    |
| Lestek    |          | IX - X secolo | IX - X secolo | Figlio di Siemowit |
| Siemomysł |          | X secolo      | X secolo      | Figlio di Lestek   |

## Regno di Polonia (960-1569)

### Dinastia Piast

#### Duchi di Polonia
| Nome                                   | Ritratto | Nascita    | Regno   | Regno          | Morte                             | Consorte | Note                                                    |
| Nome                                   | Ritratto | Nascita    | Inizio  | Fine           | Morte                             | Consorte | Note                                                    |
| -------------------------------------- | -------- | ---------- | ------- | -------------- | --------------------------------- | --- | ------------------------------------------------------- |
| Miecislao I                            |          | ca. 940    | ca. 960 | 25 maggio 992  | Poznań 25 maggio 992              | (1) Dubrawka di Boemia un figlio e due figlie (2) Oda di Haldensleben tre figli                                                                                         | Figlio di Siemomysł; primo sovrano cristiano di Polonia |
| Boleslao I il Coraggioso (o il Grande) |          | Poznań 967 | 992     | 18 aprile 1025 | Cracovia 17 giugno 1025 (58 anni) | (1) Hunilda di Meissen una figlia (ripudiata) (2) Giuditta d'Ungheria un figlio (ripudiata) (3) Emnilda di Lusatia due figli e tre figlie (4) Oda di Meissen una figlia | Figlio di Miecislao e Dubrawka                          |

#### Re di Polonia
| Nome                                   | Ritratto | Nascita    | Regno           | Regno              | Morte                             | Consorte | Note                          |
| Nome                                   | Ritratto | Nascita    | Inizio          | Fine               | Morte                             | Consorte | Note                          |
| -------------------------------------- | -------- | ---------- | --------------- | ------------------ | --------------------------------- | --- | ----------------------------- |
| Boleslao I il Coraggioso (o il Grande) |          | Poznań 967 | 18 aprile 1025  | 17 giugno 1025     | Cracovia 17 giugno 1025 (58 anni) | (1) Hunilda di Meissen una figlia (ripudiata) (2) Giuditta d'Ungheria un figlio (ripudiata) (3) Emnilda di Lusatia due figli e tre figlie (4) Oda di Meissen una figlia |                               |
| Miecislao II Lambert                   |          | ca. 990    | 5 dicembre 1025 | 1031 (deposizione) | 10/11 maggio 1034                 | Richeza di Lotaringia un figlio e due figlie | Figlio di Boleslao ed Emnilda |

#### Duchi di Polonia
| Nome                       | Ritratto | Nascita                 | Regno  | Regno       | Morte                                 | Consorte                                            | Note                                               |
| Nome                       | Ritratto | Nascita                 | Inizio | Fine        | Morte                                 | Consorte                                            | Note                                               |
| -------------------------- | -------- | ----------------------- | ------ | ----------- | ------------------------------------- | --------------------------------------------------- | -------------------------------------------------- |
| Bezprym                    |          | ca. 986                 | 1031   | 1032        | 1032                                  | Nessuna                                             | Figlio di Boleslao e Giuditta                      |
| Otto Bolesławowic          |          | 1000                    | 1032   | 1032        | 1033 (33 anni)                        | Nessuna                                             | Figlio di Boleslao ed Emnilda                      |
| Dytryk Theoderick          |          | dopo 992                | 1032   | 1032        | dopo 1032                             | Nessuna                                             | Nipote di Miecislao                                |
| Miecislao II Lambert       |          | ca. 990                 | 1032   | 1034        | 10/11 maggio 1034                     | Richeza di Lotaringia un figlio e due figlie        |                                                    |
| Boleslao il Dimenticato    |          | prima del 1016          | 1034   | 1038 o 1039 | 1038 o 1039                           | Nessuna                                             | Personaggio semi-leggendario e di dubbia esistenza |
| Casimiro I il Restauratore |          | Cracovia 25 luglio 1016 | 1039   | 1058        | Poznań 28 novembre 1058 (42 anni)     | Maria Dobroniega di Kiev quattro figli e una figlia | Figlio di Miecislao II                             |
| Boleslao II il Generoso    |          | ca. 1041 o 1042         | 1058   | 1076        | 2 o 3 aprile 1081 o 1082 (39-41 anni) | Wyszesława di Kiev un figlio                        | Figlio di Casimiro                                 |

#### Re di Polonia
| Nome                    | Ritratto | Nascita         | Regno  | Regno              | Morte                                 | Consorte                     | Note |
| Nome                    | Ritratto | Nascita         | Inizio | Fine               | Morte                                 | Consorte                     | Note |
| ----------------------- | -------- | --------------- | ------ | ------------------ | ------------------------------------- | ---------------------------- | ---- |
| Boleslao II il Generoso |          | ca. 1041 o 1042 | 1076   | 1079 (deposizione) | 2 o 3 aprile 1081 o 1082 (39-41 anni) | Wyszesława di Kiev un figlio |      |

#### Duchi di Polonia
| Nome              | Ritratto | Nascita              | Regno  | Regno | Morte                               | Consorte                                                                                     | Note                                      |
| Nome              | Ritratto | Nascita              | Inizio | Fine  | Morte                               | Consorte                                                                                     | Note                                      |
| ----------------- | -------- | -------------------- | ------ | ----- | ----------------------------------- | -------------------------------------------------------------------------------------------- | ----------------------------------------- |
| Ladislao I Herman |          | ca. 1044             | 1079   | 1102  | Płock 4 giugno 1102 (ca. 58 anni)   | (1) Giuditta di Boemia un figlio (2) Giuditta Maria di Baviera quattro figlie                | Figlio di Casimiro                        |
| Zbigniew          |          | ca. 1073             | 1102   | 1107  | Tyniec 8 luglio 1113                | Nessuna                                                                                      | Figlio illegittimo di Ladislao I          |
| Boleslao III      |          | Płock 20 agosto 1086 | 1107   | 1138  | Sochaczew 28 ottobre 1138 (52 anni) | (1) Zbyslava di Kiev due figli e una figlia (2) Salome di Berg quattro figli e cinque figlie | Figlio di Ladislao I e Giuditta di Boemia |

### Divisione del regno di Polonia (1138-1314)

#### Granduchi di Polonia (1138-1290)

##### Piast (1138-1290)
| Nome                     | Ritratto | Nascita                      | Regno  | Regno | Morte                                     | Consorte | Note                                |
| Nome                     | Ritratto | Nascita                      | Inizio | Fine  | Morte                                     | Consorte | Note                                |
| ------------------------ | -------- | ---------------------------- | ------ | ----- | ----------------------------------------- | --- | ----------------------------------- |
| Ladislao II l'Esiliato   |          | Cracovia 1105                | 1138   | 1146  | Altenburg 30 maggio 1159 (54 anni)        | Agnese di Babenberg quattro figli e una figlia                                                                           | Figlio di Boleslao III e Zbyslava   |
| Boleslao IV il Ricciuto  |          | ca. 1125                     | 1146   | 1173  | 5 gennaio 1173 (ca. 48 anni)              | (1) Viacheslava di Novgorod un figlio e una figlia (2) Maria nessun figlio                                               | Figlio di Boleslao III e Salome     |
| Miecislao III il Vecchio |          | ca. 1126/27                  | 1173   | 1177  | 13 marzo 1202 (ca. 76 anni)               | (1) Elisabetta d'Ungheria due figli e tre figlie (2) Evdokija di Kiev tre figli e due figlie                             | Figlio di Boleslao III e Salome     |
| Casimiro II il Giusto    |          | ca. 1138                     | 1177   | 1190  | Cracovia 5 maggio 1194 (ca. 56 anni)      | Elena di Znojmo cinque figli e due figlie                                                                                | Figlio di Boleslao III e Salome     |
| Miecislao III il Vecchio |          | ca. 1126/27                  | 1190   | 1190  | 13 marzo 1202 (ca. 76 anni)               | (1) Elisabetta d'Ungheria due figli e tre figlie (2) Evdokija di Kiev tre figli e due figlie                             |                                     |
| Casimiro II il Giusto    |          | ca. 1138                     | 1190   | 1194  | Cracovia 5 maggio 1194 (ca. 56 anni)      | Elena di Znojmo cinque figli e due figlie                                                                                |                                     |
| Leszek I il Bianco       |          | ca. 1184/85                  | 1194   | 1198  | Gąsawa 23 novembre 1227 (42-43 anni)      | Grzymisława di Luck un figlio e due figlie                                                                               | Figlio di Casimiro II               |
| Miecislao III il Vecchio |          | ca. 1126/27                  | 1198   | 1199  | 13 marzo 1202 (ca. 76 anni)               | (1) Elisabetta d'Ungheria due figli e tre figlie (2) Evdokija di Kiev tre figli e due figlie                             |                                     |
| Leszek I il Bianco       |          | ca. 1184/85                  | 1199   | 1199  | Gąsawa 23 novembre 1227 (42-43 anni)      | Grzymisława di Luck un figlio e due figlie                                                                               |                                     |
| Miecislao III il Vecchio |          | ca. 1126/27                  | 1199   | 1202  | 13 marzo 1202 (ca. 76 anni)               | (1) Elisabetta d'Ungheria due figli e tre figlie (2) Evdokija di Kiev tre figli e due figlie                             |                                     |
| Ladislao III Laskonogi   |          | 1161/1167                    | 1202   | 1202  | 3 novembre 1231                           | Lucia di Rügen nessun figlio                                                                                             | Figlio di Miecislao III ed Evdokija |
| Leszek I il Bianco       |          | ca. 1184/85                  | 1202   | 1210  | Gąsawa 23 novembre 1227 (42-43 anni)      | Grzymisława di Luck un figlio e due figlie                                                                               |                                     |
| Miecislao IV (I)         |          | ca. 1130                     | 1210   | 1211  | 16 maggio 1211 (81 anni)                  | Ludmila un figlio | Figlio di Ladislao II               |
| Leszek I il Bianco       |          | ca. 1184/85                  | 1211   | 1225  | Gąsawa 23 novembre 1227 (42-43 anni)      | Grzymisława di Luck un figlio e due figlie                                                                               |                                     |
| Enrico I il Barbuto      |          | Głogów ca. 1165              | 1225   | 1225  | Krosno Odrzańskie 19 marzo 1238           | Edvige di Andechs due figli                                                                                              | Nipote di Ladislao II               |
| Leszek I il Bianco       |          | ca. 1184/85                  | 1225   | 1227  | Gąsawa 23 novembre 1227 (42-43 anni)      | Grzymisława di Luck un figlio e due figlie                                                                               |                                     |
| Ladislao III Laskonogi   |          | 1161/1167                    | 1227   | 1229  | 3 novembre 1231                           | Lucia di Rügen nessun figlio                                                                                             |                                     |
| Corrado                  |          | ca. 1187/1188                | 1229   | 1232  | 31 agosto 1247                            | Agafia di Rus tre figli                                                                                                  | Figlio di Casimiro II               |
| Enrico I il Barbuto      |          | Głogów ca. 1165              | 1232   | 1238  | Krosno Odrzańskie 19 marzo 1238           | Edvige di Andechs due figli                                                                                              |                                     |
| Enrico II il Pio         |          | ca. 1196/1207                | 1238   | 1241  | Legnickie Pole 9 aprile 1241 (39-41 anni) | Anna di Boemia cinque figli e cinque figlie                                                                              | Figlio di Enrico I                  |
| Boleslao II Rogatka      |          | ca. 1220-1225                | 1241   | 1241  | tra il 26 e il 31 dicembre 1278           | (1) Edvige di Anhalt quattro figli e quattro figlie (2) Eufemia di Pomerania una figlia (3) Sofia di Dyhrn nessun figlio | Figlio di Enrico II                 |
| Corrado                  |          | ca. 1187/1188                | 1241   | 1243  | 31 agosto 1247                            | Agafia di Rus tre figli                                                                                                  |                                     |
| Boleslao V il Casto      |          | Stary Korczyn 21 giugno 1226 | 1243   | 1279  | Cracovia 7 dicembre 1279 (53 anni)        | Kinga di Polonia nessun figlio                                                                                           | Figlio di Leszek I                  |
| Leszek II il Nero        |          | Brześć Kujawski ca. 1241     | 1279   | 1288  | Cracovia 30 settembre 1288                | Gryfina di Halych nessun figlio                                                                                          | Nipote di Corrado                   |
| Boleslao II di Masovia   |          | ca. 1253/1258                | 1288   | 1288  | 20 aprile 1313                            | (1) Gaudemantė Sophia di Lituania due figli e una figlia (2) Kunigunde di Boemia un figlio e due figlie (ripudiata)      | Nipote di Corrado                   |
| Enrico IV il Probo       |          | ca. 1257/158                 | 1288   | 1289  | Breslavia 23 giugno 1290                  | (1) Costanza di Opole nessun figlio (nozze annullate) (2) Matilde di Brandenburgo nessun figlio                          | Nipote di Enrico II                 |
| Boleslao II di Masovia   |          | ca. 1253/1258                | 1289   | 1289  | 20 aprile 1313                            | (1) Gaudemantė Sophia di Lituania due figli e una figlia (2) Kunigunde di Boemia un figlio e due figlie (ripudiata)      | Nipote di Corrado                   |
| Enrico IV il Probo       |          | ca. 1257/158                 | 1289   | 1290  | Breslavia 23 giugno 1290                  | (1) Costanza di Opole nessun figlio (nozze annullate) (2) Matilde di Brandenburgo nessun figlio                          | Nipote di Enrico II                 |

#### Tentativi di riunificazione del Regno di Polonia (1232-1305)

##### Granduchi di Polonia (1290-1300)

###### Dinastia Piast (1290-1291)
| Nome        | Ritratto | Nascita                | Regno  | Regno | Morte                             | Consorte | Note                |
| Nome        | Ritratto | Nascita                | Inizio | Fine  | Morte                             | Consorte | Note                |
| ----------- | -------- | ---------------------- | ------ | ----- | --------------------------------- | --- | ------------------- |
| Przemysł II |          | Poznań 14 ottobre 1257 | 1290   | 1291  | Rogoźno 8 febbraio 1296 (38 anni) | (1) Ludgarda di Meclemburgo nessun figlio (2) Rikissa di Svezia un figlio (3) Margherita di Brandeburgo nessun figlio | Nipote di Enrico II |

###### Dinastia Přemislidi (1291-1300)
| Nome                   | Ritratto | Nascita                 | Regno  | Regno | Morte                          | Consorte                                                                                  | Note                             |
| Nome                   | Ritratto | Nascita                 | Inizio | Fine  | Morte                          | Consorte                                                                                  | Note                             |
| ---------------------- | -------- | ----------------------- | ------ | ----- | ------------------------------ | ----------------------------------------------------------------------------------------- | -------------------------------- |
| Venceslao II di Boemia |          | Praga 17 settembre 1271 | 1291   | 1300  | Praga 21 giugno 1305 (33 anni) | (1) Guta d'Asburgo quattro figli e sei figlie (2) Elisabetta Richeza di Polonia un figlio | Genero di Przemysł; Re di Boemia |

##### Re di Polonia (1295-1305)

###### Dinastia Piast (1295-1296)
| Nome        | Ritratto | Nascita                | Regno  | Regno | Morte                             | Consorte | Note                |
| Nome        | Ritratto | Nascita                | Inizio | Fine  | Morte                             | Consorte | Note                |
| ----------- | -------- | ---------------------- | ------ | ----- | --------------------------------- | --- | ------------------- |
| Przemysł II |          | Poznań 14 ottobre 1257 | 1295   | 1296  | Rogoźno 8 febbraio 1296 (38 anni) | (1) Ludgarda di Meclemburgo nessun figlio (2) Rikissa di Svezia un figlio (3) Margherita di Brandeburgo nessun figlio | Nipote di Enrico II |

###### Dinastia Přemislidi (1300-1306)
| Nome                    | Ritratto | Nascita                 | Regno  | Regno | Morte                              | Consorte                                                                                  | Note                                        |
| Nome                    | Ritratto | Nascita                 | Inizio | Fine  | Morte                              | Consorte                                                                                  | Note                                        |
| ----------------------- | -------- | ----------------------- | ------ | ----- | ---------------------------------- | ----------------------------------------------------------------------------------------- | ------------------------------------------- |
| Venceslao II di Boemia  |          | Praga 17 settembre 1271 | 1300   | 1305  | Praga 21 giugno 1305 (33 anni)     | (1) Guta d'Asburgo quattro figli e sei figlie (2) Elisabetta Richeza di Polonia un figlio | Genero di Przemysł; Re di Boemia            |
| Venceslao III di Boemia |          | Praga 6 ottobre 1289    | 1305   | 1306  | Olomouc 4 agosto 1306 (39-41 anni) | Viola di Teschen nessun figlio                                                            | Figlio di Venceslao II e Guta; Re di Boemia |

### Regno di Polonia riunificato (1314–1569)

#### Dinastia Piast
| Nome                   | Ritratto | Nascita              | Regno  | Regno | Morte                              | Consorte | Note                 |
| Nome                   | Ritratto | Nascita              | Inizio | Fine  | Morte                              | Consorte | Note                 |
| ---------------------- | -------- | -------------------- | ------ | ----- | ---------------------------------- | --- | -------------------- |
| Ladislao I il Breve    |          | 1261                 | 1320   | 1333  | Cracovia 2 marzo 1333 (72 anni)    | Edvige di Kalisz tre figli e tre figlie | Nipote di Corrado    |
| Casimiro III il Grande |          | Kowal 30 aprile 1310 | 1333   | 1370  | Cracovia 5 novembre 1370 (60 anni) | (1) Aldona di Lituania due figlie (2) Adelaide d'Assia nessun figlio (nozze annullate) (3) Cristina Rokiczana nessun figlio (nozze annullate) (4) Edvige di Żagań tre figlie | Figlio di Ladislao I |

#### Dinastia Angioina
| Nome   | Ritratto | Nascita                                          | Regno           | Regno          | Morte                                   | Consorte                                                                   | Note                                                                        |
| Nome   | Ritratto | Nascita                                          | Inizio          | Fine           | Morte                                   | Consorte                                                                   | Note                                                                        |
| ------ | -------- | ------------------------------------------------ | --------------- | -------------- | --------------------------------------- | -------------------------------------------------------------------------- | --------------------------------------------------------------------------- |
| Luigi  |          | 5 marzo 1326                                     | 1370            | 1382           | Nagyszombat 10 settembre 1382 (56 anni) | (1) Margherita di Boemia nessun figlio (2) Elisabetta di Bosnia tre figlie | Nipote di Casimiro III da parte di madre; Re d'Ungheria                     |
| Edvige |          | Buda tra il 3 ottobre 1373 e il 18 febbraio 1374 | 16 ottobre 1384 | 17 luglio 1399 | Cracovia 17 luglio 1399 (25 anni)       | Ladislao II di Polonia una figlia                                          | Figlia di Luigi ed Elisabetta; regna insieme al marito Ladislao II dal 1386 |

#### Dinastia Jagellona
| Nome                    | Ritratto | Nascita                                       | Regno             | Regno            | Morte                                                | Consorte | Note                                                         |
| Nome                    | Ritratto | Nascita                                       | Inizio            | Fine             | Morte                                                | Consorte | Note                                                         |
| ----------------------- | -------- | --------------------------------------------- | ----------------- | ---------------- | ---------------------------------------------------- | --- | ------------------------------------------------------------ |
| Ladislao II Jagellone   |          | Vilnius, Granducato di Lituania ca. 1352/1362 | 4 marzo 1386      | 1º giugno 1434   | Gródek Jagielloński, Regno di Polonia 1º giugno 1434 | (1) Edvige di Polonia una figlia (2) Anna di Cilli una figlia (3) Elisabetta di Pilica nessun figlio (4) Sofia Alšėniškė tre figli | Granduca di Lituania dal 1377                                |
| Ladislao III            |          | Cracovia 31 ottobre 1424                      | 1º giugno 1434    | 10 novembre 1444 | Varna 10 novembre 1444 (20 anni)                     | Nessuna | Figlio di Ladislao II e Sofia; Re d'Ungheria dal 1440        |
| Casimiro IV             |          | Cracovia 30 novembre 1427                     | 25 giugno 1447    | 7 giugno 1492    | 7 giugno 1492 (64 anni)                              | Elisabetta d'Austria sei figli e sette figlie                                                                                      | Figlio di Ladislao II e Sofia; Granduca di Lituania dal 1440 |
| Giovanni I Alberto      |          | Cracovia 27 dicembre 1459                     | 23 settembre 1492 | 16 giugno 1501   | Toruń 17 giugno 1501 (41 anni)                       | Nessuna | Figlio di Casimiro IV                                        |
| Alessandro              |          | Cracovia 5 agosto 1461                        | 12 dicembre 1501  | 19 agosto 1506   | Vilnius 19 agosto 1506 (45 anni)                     | Elena di Mosca nessun figlio | Figlio di Casimiro IV; Granduca di Lituania dal 1492         |
| Sigismondo I il Vecchio |          | Kozienice 1º gennaio 1467                     | 8 dicembre 1506   | 1º aprile 1548   | Cracovia 1º aprile 1548 (81 anni)                    | (1) Barbara Zápolya due figlie (2) Bona Sforza quattro figlie e due figli                                                          | Figlio di Casimiro IV; Granduca di Lituania                  |
| Sigismondo II Augusto   |          | Cracovia 1º agosto 1520                       | 1º aprile 1548    | 1º luglio 1569   | Cracovia 7 luglio 1572 (51 anni)                     | (1) Elisabetta d'Austria nessun figlio (2) Barbara Radziwiłł nessun figlio (3) Caterina d'Austria nessun figlio                    | Figlio di Sigismondo I e Bona; Granduca di Lituania          |

## Regno di Polonia elettivo (Confederazione polacco-lituana)

### Sovrani elettivi di Polonia
| Nome                      | Ritratto       | Nascita                                                 | Regno                                                       | Regno                                                      | Morte                                                     | Consorte | Dinastia & Note                                                                     |
| Nome                      | Ritratto       | Nascita                                                 | Inizio                                                      | Fine                                                       | Morte                                                     | Consorte | Dinastia & Note                                                                     |
| ------------------------- | -------------- | ------------------------------------------------------- | ----------------------------------------------------------- | ---------------------------------------------------------- | --------------------------------------------------------- | --- | ----------------------------------------------------------------------------------- |
| Sigismondo II Augusto     |                | Cracovia 1º agosto 1520                                 | 1º luglio 1569                                              | 7 luglio 1572                                              | Cracovia 7 luglio 1572 (51 anni)                          | (1) Elisabetta d'Austria nessun figlio (2) Barbara Radziwiłł nessun figlio (3) Caterina d'Austria nessun figlio | Jagellone                                                                           |
| Enrico V                  |                | Fontainebleau 19 settembre 1551                         | 16 maggio 1573                                              | 12 maggio 1575                                             | Saint-Cloud 2 agosto 1589 (37 anni)                       | Luisa di Lorena-Vaudémont nessun figlio                                                                         | Valois Re di Francia dal 1574 al 1589                                               |
| Massimiliano (contestato) |                | Vienna 31 luglio 1527                                   | 12 dicembre 1575                                            | 1º febbraio 1576                                           | Ratisbona 12 ottobre 1576 (49 anni)                       | Maria di Spagna dieci figli e sei figlie                                                                        | Asburgo Imperatore del Sacro Romano Impero                                          |
| Anna                      |                | Cracovia 18 ottobre 1523                                | 15 dicembre 1575                                            | 1º maggio 1576                                             | Varsavia 9 settembre 1596 (72 anni)                       | Stefano I Báthory nessun figlio                                                                                 | Jagellona Figlia di Sigismondo I                                                    |
| Anna                      | 1º maggio 1576 | Cracovia 18 ottobre 1523                                | 18 settembre 1587                                           |                                                            | Varsavia 9 settembre 1596 (72 anni)                       | Stefano I Báthory nessun figlio                                                                                 | Jagellona Figlia di Sigismondo I                                                    |
| Stefano                   | 1º maggio 1576 |                                                         | Șimleu Silvaniei, Transilvania 27 settembre 1533            | 12 dicembre 1586                                           | Hrodna, Granducato di Lituania 12 dicembre 1586 (53 anni) | Anna Jagellona nessun figlio                                                                                    | Báthory                                                                             |
| Sigismondo III            |                | Castello di Gripsholm, Mariefred, Svezia 20 giugno 1566 | 18 settembre 1587                                           | 19 aprile 1632                                             | Varsavia 30 aprile 1632 (65 anni)                         | (1) Anna d'Austria tre figlie e due figli (2) Costanza d'Austria cinque figli e due figlie                      | Vasa Re di Svezia dal 1592 al 1599                                                  |
| Ladislao IV               |                | Łobzów 9 giugno 1595                                    | 8 novembre 1632                                             | 20 maggio 1648                                             | Merkiné 20 maggio 1648 (52 anni)                          | (1) Cecilia Renata d'Austria un figlio e due figlie (2) Maria Luisa Gonzaga nessun figlio                       | Vasa Figlio di Sigismondo III e Anna                                                |
| Giovanni II Casimiro      |                | Cracovia 22 marzo 1609                                  | Novembre 1648                                               | 16 settembre 1668                                          | Nevers, Francia 16 dicembre 1672 (63 anni)                | (1) Maria Luisa Gonzaga un figlio e una figlia (2) Claudine Françoise Mignot una figlia                         | Vasa Figlio di Sigismondo III e Costanza                                            |
| Michele                   |                | Biały Kamień 31 maggio 1640                             | 19 giugno 1669                                              | 10 novembre 1673                                           | Leopoli 10 novembre 1673 (33 anni)                        | Eleonora Maria d'Austria nessun figlio                                                                          | Wiśniowiecki                                                                        |
| Giovanni III              |                | Olesko 17 agosto 1629                                   | 21 maggio 1674                                              | 17 giugno 1696                                             | Wilanów 17 giugno 1696 (66 anni)                          | Maria Casimira Luisa de la Grange d'Arquien quattro figli e nove figlie                                         | Sobieski                                                                            |
| Augusto II il Forte       |                | Dresda 12 maggio 1670                                   | 15 settembre 1697                                           | 16 febbraio 1704 (deposto) 24 settembre 1706 (abdicazione) | Varsavia 1º febbraio 1733 (63 anni)                       | Cristiana Eberardina di Brandeburgo-Bayreuth un figlio                                                          | Wettin Elettore di Sassonia come Federico Augusto I dal 1694                        |
| Stanislao I               |                | Leopoli 20 ottobre 1677                                 | 4 ottobre 1704                                              | 8 agosto 1709                                              | Lunéville 23 febbraio 1766 (88 anni)                      | Caterina Opalińska due figlie                                                                                   | Leszczyński                                                                         |
| Augusto II il Forte       |                | Dresda 12 maggio 1670                                   | 8 agosto 1709 (restaurato)                                  | 1º febbraio 1733                                           | Varsavia 1º febbraio 1733 (63 anni)                       | Cristiana Eberardina di Brandeburgo-Bayreuth un figlio                                                          | Wettin Elettore di Sassonia come Federico Augusto I dal 1694                        |
| Stanislao I               |                | Leopoli 20 ottobre 1677                                 | 12 settembre 1733                                           | 30 giugno 1734 (deposto) 27 gennaio 1736 (abdicazione)     | Lunéville 23 febbraio 1766 (88 anni)                      | Caterina Opalińska due figlie                                                                                   | Leszczyński Duca di Lorena dal 1737 al 1766                                         |
| Augusto III il Sassone    |                | Dresda 17 ottobre 1696                                  | 17 gennaio 1734 (all'opposizione) 30 giugno 1734 (de facto) | 5 ottobre 1763                                             | 5 ottobre 1763 (66 anni)                                  | Maria Giuseppa d'Austria sette figli e otto figlie                                                              | Wettin Figlio di Augusto II; Elettore di Sassonia come Federico Augusto II dal 1733 |
| Stanislao II Augusto      |                | Voŭčyn 17 gennaio 1732                                  | 25 novembre 1764                                            | 7 gennaio 1795                                             | San Pietroburgo, Impero russo 12 febbraio 1798 (66 anni)  | Nessuna | Poniatowski                                                                         |

## Linea di successione dei sovrani di Polonia (da Piast a Giovanni II Vasa)
|                                             |                                             |                                             |                                             |                                             |                                             |                                            |                                            |                                            |                                            |                                            |                                            |                                |                                |                                |                                |                                |                                | | | | | | |                                       |                                       |                                       |                                       |                                       |                                       |                                              |                                              |                                              |                                              |                                              |                                              | Piast *… †861                                                        |                                                                      |                                                                      |                                                                      |                                                                      |                                                                      |                                               |                                               |                                               |                                               |                                               |                                               |                       |                       |                       |                       |                       |                       |  |  |  |  |  |  |  |  |  |  |  |  |  |  |  |  |  |  |  |  |  |  |  |  |  |  |  |  |  |  |
|                                             |                                             |                                             |                                             |                                             |                                             |                                            |                                            |                                            |                                            |                                            |                                            |                                |                                |                                |                                |                                |                                | | | | | | |                                       |                                       |                                       |                                       |                                       |                                       |                                              |                                              |                                              |                                              |                                              |                                              |                                                                      |                                                                      |                                                                      |                                                                      |                                                                      |                                                                      |                                               |                                               |                                               |                                               |                                               |                                               |                       |                       |                       |                       |                       |                       |  |  |  |  |  |  |  |  |  |  |  |  |  |  |  |  |  |  |  |  |  |  |  |  |  |  |  |  |  |  |
|                                             |                                             |                                             |                                             |                                             |                                             |                                            |                                            |                                            |                                            |                                            |                                            |                                |                                |                                |                                |                                |                                | | | | | | |                                       |                                       |                                       |                                       |                                       |                                       |                                              |                                              |                                              |                                              |                                              |                                              | Siemowit *… †892                                                     |                                                                      |                                                                      |                                                                      |                                                                      |                                                                      |                                               |                                               |                                               |                                               |                                               |                                               |                       |                       |                       |                       |                       |                       |  |  |  |  |  |  |  |  |  |  |  |  |  |  |  |  |  |  |  |  |  |  |  |  |  |  |  |  |  |  |
|                                             |                                             |                                             |                                             |                                             |                                             |                                            |                                            |                                            |                                            |                                            |                                            |                                |                                |                                |                                |                                |                                | | | | | | |                                       |                                       |                                       |                                       |                                       |                                       |                                              |                                              |                                              |                                              |                                              |                                              |                                                                      |                                                                      |                                                                      |                                                                      |                                                                      |                                                                      |                                               |                                               |                                               |                                               |                                               |                                               |                       |                       |                       |                       |                       |                       |  |  |  |  |  |  |  |  |  |  |  |  |  |  |  |  |  |  |  |  |  |  |  |  |  |  |  |  |  |  |
|                                             |                                             |                                             |                                             |                                             |                                             |                                            |                                            |                                            |                                            |                                            |                                            |                                |                                |                                |                                |                                |                                | | | | | | |                                       |                                       |                                       |                                       |                                       |                                       |                                              |                                              |                                              |                                              |                                              |                                              | Lestek *… †913                                                       |                                                                      |                                                                      |                                                                      |                                                                      |                                                                      |                                               |                                               |                                               |                                               |                                               |                                               |                       |                       |                       |                       |                       |                       |  |  |  |  |  |  |  |  |  |  |  |  |  |  |  |  |  |  |  |  |  |  |  |  |  |  |  |  |  |  |
|                                             |                                             |                                             |                                             |                                             |                                             |                                            |                                            |                                            |                                            |                                            |                                            |                                |                                |                                |                                |                                |                                | | | | | | |                                       |                                       |                                       |                                       |                                       |                                       |                                              |                                              |                                              |                                              |                                              |                                              |                                                                      |                                                                      |                                                                      |                                                                      |                                                                      |                                                                      |                                               |                                               |                                               |                                               |                                               |                                               |                       |                       |                       |                       |                       |                       |  |  |  |  |  |  |  |  |  |  |  |  |  |  |  |  |  |  |  |  |  |  |  |  |  |  |  |  |  |  |
|                                             |                                             |                                             |                                             |                                             |                                             |                                            |                                            |                                            |                                            |                                            |                                            |                                |                                |                                |                                |                                |                                | | | | | | |                                       |                                       |                                       |                                       |                                       |                                       |                                              |                                              |                                              |                                              |                                              |                                              | Siemomysł *… †964                                                    |                                                                      |                                                                      |                                                                      |                                                                      |                                                                      |                                               |                                               |                                               |                                               |                                               |                                               |                       |                       |                       |                       |                       |                       |  |  |  |  |  |  |  |  |  |  |  |  |  |  |  |  |  |  |  |  |  |  |  |  |  |  |  |  |  |  |
|                                             |                                             |                                             |                                             |                                             |                                             |                                            |                                            |                                            |                                            |                                            |                                            |                                |                                |                                |                                |                                |                                | | | | | | |                                       |                                       |                                       |                                       |                                       |                                       |                                              |                                              |                                              |                                              |                                              |                                              |                                                                      |                                                                      |                                                                      |                                                                      |                                                                      |                                                                      |                                               |                                               |                                               |                                               |                                               |                                               |                       |                       |                       |                       |                       |                       |  |  |  |  |  |  |  |  |  |  |  |  |  |  |  |  |  |  |  |  |  |  |  |  |  |  |  |  |  |  |
|                                             |                                             |                                             |                                             |                                             |                                             |                                            |                                            |                                            |                                            |                                            |                                            |                                |                                |                                |                                |                                |                                | | | | | | |                                       |                                       |                                       |                                       |                                       |                                       |                                              |                                              |                                              |                                              |                                              |                                              | Miecislao I * ca.940 †992                                            |                                                                      |                                                                      |                                                                      |                                                                      |                                                                      |                                               |                                               |                                               |                                               |                                               |                                               |                       |                       |                       |                       |                       |                       |  |  |  |  |  |  |  |  |  |  |  |  |  |  |  |  |  |  |  |  |  |  |  |  |  |  |  |  |  |  |
|                                             |                                             |                                             |                                             |                                             |                                             |                                            |                                            |                                            |                                            |                                            |                                            |                                |                                |                                |                                |                                |                                | | | | | | |                                       |                                       |                                       |                                       |                                       |                                       |                                              |                                              |                                              |                                              |                                              |                                              |                                                                      |                                                                      |                                                                      |                                                                      |                                                                      |                                                                      |                                               |                                               |                                               |                                               |                                               |                                               |                       |                       |                       |                       |                       |                       |  |  |  |  |  |  |  |  |  |  |  |  |  |  |  |  |  |  |  |  |  |  |  |  |  |  |  |  |  |  |
|                                             |                                             |                                             |                                             |                                             |                                             |                                            |                                            |                                            |                                            |                                            |                                            |                                |                                |                                |                                |                                |                                | | | | | | |                                       |                                       |                                       |                                       |                                       |                                       |                                              |                                              |                                              |                                              |                                              |                                              |                                                                      |                                                                      |                                                                      |                                                                      |                                                                      |                                                                      |                                               |                                               |                                               |                                               |                                               |                                               |                       |                       |                       |                       |                       |                       |  |  |  |  |  |  |  |  |  |  |  |  |  |  |  |  |  |  |  |  |  |  |  |  |  |  |  |  |  |  |
|                                             |                                             |                                             |                                             |                                             |                                             |                                            |                                            |                                            |                                            |                                            |                                            |                                |                                |                                |                                |                                |                                | | | | | | |                                       |                                       |                                       |                                       |                                       |                                       |                                              |                                              |                                              |                                              |                                              |                                              | BOLESLAO I * 967 †1025                                               | BOLESLAO I * 967 †1025                                               | BOLESLAO I * 967 †1025                                               | BOLESLAO I * 967 †1025                                               | BOLESLAO I * 967 †1025                                               | BOLESLAO I * 967 †1025                                               |                                               |                                               |                                               |                                               |                                               |                                               | (n.n.) * … †…         | (n.n.) * … †…         | (n.n.) * … †…         | (n.n.) * … †…         | (n.n.) * … †…         | (n.n.) * … †…         |  |  |  |  |  |  |  |  |  |  |  |  |  |  |  |  |  |  |  |  |  |  |  |  |  |  |  |  |  |  |
|                                             |                                             |                                             |                                             |                                             |                                             |                                            |                                            |                                            |                                            |                                            |                                            |                                |                                |                                |                                |                                |                                | | | | | | |                                       |                                       |                                       |                                       |                                       |                                       |                                              |                                              |                                              |                                              |                                              |                                              | BOLESLAO I * 967 †1025                                               | BOLESLAO I * 967 †1025                                               | BOLESLAO I * 967 †1025                                               | BOLESLAO I * 967 †1025                                               | BOLESLAO I * 967 †1025                                               | BOLESLAO I * 967 †1025                                               |                                               |                                               |                                               |                                               |                                               |                                               | (n.n.) * … †…         | (n.n.) * … †…         | (n.n.) * … †…         | (n.n.) * … †…         | (n.n.) * … †…         | (n.n.) * … †…         |  |  |  |  |  |  |  |  |  |  |  |  |  |  |  |  |  |  |  |  |  |  |  |  |  |  |  |  |  |  |
|                                             |                                             |                                             |                                             |                                             |                                             |                                            |                                            |                                            |                                            |                                            |                                            |                                |                                |                                |                                |                                |                                | | | | | | |                                       |                                       |                                       |                                       |                                       |                                       |                                              |                                              |                                              |                                              |                                              |                                              |                                                                      |                                                                      |                                                                      |                                                                      |                                                                      |                                                                      |                                               |                                               |                                               |                                               |                                               |                                               |                       |                       |                       |                       |                       |                       |  |  |  |  |  |  |  |  |  |  |  |  |  |  |  |  |  |  |  |  |  |  |  |  |  |  |  |  |  |  |
|                                             |                                             |                                             |                                             |                                             |                                             |                                            |                                            |                                            |                                            |                                            |                                            |                                |                                |                                |                                |                                |                                | | | | | | |                                       |                                       |                                       |                                       |                                       |                                       | Bezprym *ca.986 †1032                        | Bezprym *ca.986 †1032                        | Bezprym *ca.986 †1032                        | Bezprym *ca.986 †1032                        | Bezprym *ca.986 †1032                        | Bezprym *ca.986 †1032                        | MIECISLAO II *ca.990 †1034                                           | MIECISLAO II *ca.990 †1034                                           | MIECISLAO II *ca.990 †1034                                           | MIECISLAO II *ca.990 †1034                                           | MIECISLAO II *ca.990 †1034                                           | MIECISLAO II *ca.990 †1034                                           | Otto Bolesławowic *1000 †1033                 | Otto Bolesławowic *1000 †1033                 | Otto Bolesławowic *1000 †1033                 | Otto Bolesławowic *1000 †1033                 | Otto Bolesławowic *1000 †1033                 | Otto Bolesławowic *1000 †1033                 | Dytrik *d.992 †d.1032 | Dytrik *d.992 †d.1032 | Dytrik *d.992 †d.1032 | Dytrik *d.992 †d.1032 | Dytrik *d.992 †d.1032 | Dytrik *d.992 †d.1032 |  |  |  |  |  |  |  |  |  |  |  |  |  |  |  |  |  |  |  |  |  |  |  |  |  |  |  |  |  |  |
|                                             |                                             |                                             |                                             |                                             |                                             |                                            |                                            |                                            |                                            |                                            |                                            |                                |                                |                                |                                |                                |                                | | | | | | |                                       |                                       |                                       |                                       |                                       |                                       | Bezprym *ca.986 †1032                        | Bezprym *ca.986 †1032                        | Bezprym *ca.986 †1032                        | Bezprym *ca.986 †1032                        | Bezprym *ca.986 †1032                        | Bezprym *ca.986 †1032                        | MIECISLAO II *ca.990 †1034                                           | MIECISLAO II *ca.990 †1034                                           | MIECISLAO II *ca.990 †1034                                           | MIECISLAO II *ca.990 †1034                                           | MIECISLAO II *ca.990 †1034                                           | MIECISLAO II *ca.990 †1034                                           | Otto Bolesławowic *1000 †1033                 | Otto Bolesławowic *1000 †1033                 | Otto Bolesławowic *1000 †1033                 | Otto Bolesławowic *1000 †1033                 | Otto Bolesławowic *1000 †1033                 | Otto Bolesławowic *1000 †1033                 | Dytrik *d.992 †d.1032 | Dytrik *d.992 †d.1032 | Dytrik *d.992 †d.1032 | Dytrik *d.992 †d.1032 | Dytrik *d.992 †d.1032 | Dytrik *d.992 †d.1032 |  |  |  |  |  |  |  |  |  |  |  |  |  |  |  |  |  |  |  |  |  |  |  |  |  |  |  |  |  |  |
|                                             |                                             |                                             |                                             |                                             |                                             |                                            |                                            |                                            |                                            |                                            |                                            |                                |                                |                                |                                |                                |                                | | | | | | |                                       |                                       |                                       |                                       |                                       |                                       |                                              |                                              |                                              |                                              |                                              |                                              | Casimiro I * 1016 †1058                                              |                                                                      |                                                                      |                                                                      |                                                                      |                                                                      |                                               |                                               |                                               |                                               |                                               |                                               |                       |                       |                       |                       |                       |                       |  |  |  |  |  |  |  |  |  |  |  |  |  |  |  |  |  |  |  |  |  |  |  |  |  |  |  |  |  |  |
|                                             |                                             |                                             |                                             |                                             |                                             |                                            |                                            |                                            |                                            |                                            |                                            |                                |                                |                                |                                |                                |                                | | | | | | |                                       |                                       |                                       |                                       |                                       |                                       |                                              |                                              |                                              |                                              |                                              |                                              |                                                                      |                                                                      |                                                                      |                                                                      |                                                                      |                                                                      |                                               |                                               |                                               |                                               |                                               |                                               |                       |                       |                       |                       |                       |                       |  |  |  |  |  |  |  |  |  |  |  |  |  |  |  |  |  |  |  |  |  |  |  |  |  |  |  |  |  |  |
|                                             |                                             |                                             |                                             |                                             |                                             |                                            |                                            |                                            |                                            |                                            |                                            |                                |                                |                                |                                |                                |                                | | | | | | |                                       |                                       |                                       |                                       |                                       |                                       |                                              |                                              |                                              |                                              |                                              |                                              |                                                                      |                                                                      |                                                                      |                                                                      |                                                                      |                                                                      |                                               |                                               |                                               |                                               |                                               |                                               |                       |                       |                       |                       |                       |                       |  |  |  |  |  |  |  |  |  |  |  |  |  |  |  |  |  |  |  |  |  |  |  |  |  |  |  |  |  |  |
|                                             |                                             |                                             |                                             |                                             |                                             |                                            |                                            |                                            |                                            |                                            |                                            |                                |                                |                                |                                |                                |                                | | | | | | |                                       |                                       |                                       |                                       |                                       |                                       | BOLESLAO II *ca.1041/2 †1081/2               | BOLESLAO II *ca.1041/2 †1081/2               | BOLESLAO II *ca.1041/2 †1081/2               | BOLESLAO II *ca.1041/2 †1081/2               | BOLESLAO II *ca.1041/2 †1081/2               | BOLESLAO II *ca.1041/2 †1081/2               | Ladislao I *ca.1044 †1102                                            | Ladislao I *ca.1044 †1102                                            | Ladislao I *ca.1044 †1102                                            | Ladislao I *ca.1044 †1102                                            | Ladislao I *ca.1044 †1102                                            | Ladislao I *ca.1044 †1102                                            |                                               |                                               |                                               |                                               |                                               |                                               |                       |                       |                       |                       |                       |                       |  |  |  |  |  |  |  |  |  |  |  |  |  |  |  |  |  |  |  |  |  |  |  |  |  |  |  |  |  |  |
|                                             |                                             |                                             |                                             |                                             |                                             |                                            |                                            |                                            |                                            |                                            |                                            |                                |                                |                                |                                |                                |                                | | | | | | |                                       |                                       |                                       |                                       |                                       |                                       | BOLESLAO II *ca.1041/2 †1081/2               | BOLESLAO II *ca.1041/2 †1081/2               | BOLESLAO II *ca.1041/2 †1081/2               | BOLESLAO II *ca.1041/2 †1081/2               | BOLESLAO II *ca.1041/2 †1081/2               | BOLESLAO II *ca.1041/2 †1081/2               | Ladislao I *ca.1044 †1102                                            | Ladislao I *ca.1044 †1102                                            | Ladislao I *ca.1044 †1102                                            | Ladislao I *ca.1044 †1102                                            | Ladislao I *ca.1044 †1102                                            | Ladislao I *ca.1044 †1102                                            |                                               |                                               |                                               |                                               |                                               |                                               |                       |                       |                       |                       |                       |                       |  |  |  |  |  |  |  |  |  |  |  |  |  |  |  |  |  |  |  |  |  |  |  |  |  |  |  |  |  |  |
|                                             |                                             |                                             |                                             |                                             |                                             |                                            |                                            |                                            |                                            |                                            |                                            |                                |                                |                                |                                |                                |                                | | | | | | |                                       |                                       |                                       |                                       |                                       |                                       |                                              |                                              |                                              |                                              |                                              |                                              |                                                                      |                                                                      |                                                                      |                                                                      |                                                                      |                                                                      |                                               |                                               |                                               |                                               |                                               |                                               |                       |                       |                       |                       |                       |                       |  |  |  |  |  |  |  |  |  |  |  |  |  |  |  |  |  |  |  |  |  |  |  |  |  |  |  |  |  |  |
|                                             |                                             |                                             |                                             |                                             |                                             |                                            |                                            |                                            |                                            |                                            |                                            |                                |                                |                                |                                |                                |                                | | | | | | |                                       |                                       |                                       |                                       |                                       |                                       | Zbigniew *ca.1073 † 1113                     | Zbigniew *ca.1073 † 1113                     | Zbigniew *ca.1073 † 1113                     | Zbigniew *ca.1073 † 1113                     | Zbigniew *ca.1073 † 1113                     | Zbigniew *ca.1073 † 1113                     | Boleslao III *1086 †1138                                             | Boleslao III *1086 †1138                                             | Boleslao III *1086 †1138                                             | Boleslao III *1086 †1138                                             | Boleslao III *1086 †1138                                             | Boleslao III *1086 †1138                                             |                                               |                                               |                                               |                                               |                                               |                                               |                       |                       |                       |                       |                       |                       |  |  |  |  |  |  |  |  |  |  |  |  |  |  |  |  |  |  |  |  |  |  |  |  |  |  |  |  |  |  |
|                                             |                                             |                                             |                                             |                                             |                                             |                                            |                                            |                                            |                                            |                                            |                                            |                                |                                |                                |                                |                                |                                | | | | | | |                                       |                                       |                                       |                                       |                                       |                                       | Zbigniew *ca.1073 † 1113                     | Zbigniew *ca.1073 † 1113                     | Zbigniew *ca.1073 † 1113                     | Zbigniew *ca.1073 † 1113                     | Zbigniew *ca.1073 † 1113                     | Zbigniew *ca.1073 † 1113                     | Boleslao III *1086 †1138                                             | Boleslao III *1086 †1138                                             | Boleslao III *1086 †1138                                             | Boleslao III *1086 †1138                                             | Boleslao III *1086 †1138                                             | Boleslao III *1086 †1138                                             |                                               |                                               |                                               |                                               |                                               |                                               |                       |                       |                       |                       |                       |                       |  |  |  |  |  |  |  |  |  |  |  |  |  |  |  |  |  |  |  |  |  |  |  |  |  |  |  |  |  |  |
|                                             |                                             |                                             |                                             |                                             |                                             |                                            |                                            |                                            |                                            |                                            |                                            |                                |                                |                                |                                |                                |                                | | | | | | |                                       |                                       |                                       |                                       |                                       |                                       |                                              |                                              |                                              |                                              |                                              |                                              |                                                                      |                                                                      |                                                                      |                                                                      |                                                                      |                                                                      |                                               |                                               |                                               |                                               |                                               |                                               |                       |                       |                       |                       |                       |                       |  |  |  |  |  |  |  |  |  |  |  |  |  |  |  |  |  |  |  |  |  |  |  |  |  |  |  |  |  |  |
|                                             |                                             |                                             |                                             |                                             |                                             | Ladislao II *1105 †1159                    | Ladislao II *1105 †1159                    | Ladislao II *1105 †1159                    | Ladislao II *1105 †1159                    | Ladislao II *1105 †1159                    | Ladislao II *1105 †1159                    | Boleslao IV *ca.1125 †1173     | Boleslao IV *ca.1125 †1173     | Boleslao IV *ca.1125 †1173     | Boleslao IV *ca.1125 †1173     | Boleslao IV *ca.1125 †1173     | Boleslao IV *ca.1125 †1173     | Miecislao III *ca.1126/7 †1202                                                                              | Miecislao III *ca.1126/7 †1202                                                                              | Miecislao III *ca.1126/7 †1202                                                                              | Miecislao III *ca.1126/7 †1202                                                                              | Miecislao III *ca.1126/7 †1202                                                                              | Miecislao III *ca.1126/7 †1202                                                                              |                                       |                                       |                                       |                                       |                                       |                                       |                                              |                                              |                                              |                                              |                                              |                                              | Casimiro II *ca.1138 †1194                                           | Casimiro II *ca.1138 †1194                                           | Casimiro II *ca.1138 †1194                                           | Casimiro II *ca.1138 †1194                                           | Casimiro II *ca.1138 †1194                                           | Casimiro II *ca.1138 †1194                                           |                                               |                                               |                                               |                                               |                                               |                                               |                       |                       |                       |                       |                       |                       |  |  |  |  |  |  |  |  |  |  |  |  |  |  |  |  |  |  |  |  |  |  |  |  |  |  |  |  |  |  |
|                                             |                                             |                                             |                                             |                                             |                                             | Ladislao II *1105 †1159                    | Ladislao II *1105 †1159                    | Ladislao II *1105 †1159                    | Ladislao II *1105 †1159                    | Ladislao II *1105 †1159                    | Ladislao II *1105 †1159                    | Boleslao IV *ca.1125 †1173     | Boleslao IV *ca.1125 †1173     | Boleslao IV *ca.1125 †1173     | Boleslao IV *ca.1125 †1173     | Boleslao IV *ca.1125 †1173     | Boleslao IV *ca.1125 †1173     | Miecislao III *ca.1126/7 †1202                                                                              | Miecislao III *ca.1126/7 †1202                                                                              | Miecislao III *ca.1126/7 †1202                                                                              | Miecislao III *ca.1126/7 †1202                                                                              | Miecislao III *ca.1126/7 †1202                                                                              | Miecislao III *ca.1126/7 †1202                                                                              |                                       |                                       |                                       |                                       |                                       |                                       |                                              |                                              |                                              |                                              |                                              |                                              | Casimiro II *ca.1138 †1194                                           | Casimiro II *ca.1138 †1194                                           | Casimiro II *ca.1138 †1194                                           | Casimiro II *ca.1138 †1194                                           | Casimiro II *ca.1138 †1194                                           | Casimiro II *ca.1138 †1194                                           |                                               |                                               |                                               |                                               |                                               |                                               |                       |                       |                       |                       |                       |                       |  |  |  |  |  |  |  |  |  |  |  |  |  |  |  |  |  |  |  |  |  |  |  |  |  |  |  |  |  |  |
|                                             |                                             |                                             |                                             |                                             |                                             |                                            |                                            |                                            |                                            |                                            |                                            |                                |                                |                                |                                |                                |                                | | | | | | |                                       |                                       |                                       |                                       |                                       |                                       |                                              |                                              |                                              |                                              |                                              |                                              |                                                                      |                                                                      |                                                                      |                                                                      |                                                                      |                                                                      |                                               |                                               |                                               |                                               |                                               |                                               |                       |                       |                       |                       |                       |                       |  |  |  |  |  |  |  |  |  |  |  |  |  |  |  |  |  |  |  |  |  |  |  |  |  |  |  |  |  |  |
|                                             |                                             |                                             |                                             |                                             |                                             | Boleslao I *ca.1125 †1173                  | Boleslao I *ca.1125 †1173                  | Boleslao I *ca.1125 †1173                  | Boleslao I *ca.1125 †1173                  | Boleslao I *ca.1125 †1173                  | Boleslao I *ca.1125 †1173                  | Miecislao IV *ca. 1126/7 †1202 | Miecislao IV *ca. 1126/7 †1202 | Miecislao IV *ca. 1126/7 †1202 | Miecislao IV *ca. 1126/7 †1202 | Miecislao IV *ca. 1126/7 †1202 | Miecislao IV *ca. 1126/7 †1202 | Oddone *ca.1141/9 †1194                                                                                     | Oddone *ca.1141/9 †1194                                                                                     | Oddone *ca.1141/9 †1194                                                                                     | Oddone *ca.1141/9 †1194                                                                                     | Oddone *ca.1141/9 †1194                                                                                     | Oddone *ca.1141/9 †1194                                                                                     | Ladislao III *1161/7 †1231            | Ladislao III *1161/7 †1231            | Ladislao III *1161/7 †1231            | Ladislao III *1161/7 †1231            | Ladislao III *1161/7 †1231            | Ladislao III *1161/7 †1231            | Leszek I *ca.1184/5 †1227                    | Leszek I *ca.1184/5 †1227                    | Leszek I *ca.1184/5 †1227                    | Leszek I *ca.1184/5 †1227                    | Leszek I *ca.1184/5 †1227                    | Leszek I *ca.1184/5 †1227                    | Corrado *ca.1187/8 †1247                                             | Corrado *ca.1187/8 †1247                                             | Corrado *ca.1187/8 †1247                                             | Corrado *ca.1187/8 †1247                                             | Corrado *ca.1187/8 †1247                                             | Corrado *ca.1187/8 †1247                                             |                                               |                                               |                                               |                                               |                                               |                                               |                       |                       |                       |                       |                       |                       |  |  |  |  |  |  |  |  |  |  |  |  |  |  |  |  |  |  |  |  |  |  |  |  |  |  |  |  |  |  |
|                                             |                                             |                                             |                                             |                                             |                                             | Boleslao I *ca.1125 †1173                  | Boleslao I *ca.1125 †1173                  | Boleslao I *ca.1125 †1173                  | Boleslao I *ca.1125 †1173                  | Boleslao I *ca.1125 †1173                  | Boleslao I *ca.1125 †1173                  | Miecislao IV *ca. 1126/7 †1202 | Miecislao IV *ca. 1126/7 †1202 | Miecislao IV *ca. 1126/7 †1202 | Miecislao IV *ca. 1126/7 †1202 | Miecislao IV *ca. 1126/7 †1202 | Miecislao IV *ca. 1126/7 †1202 | Oddone *ca.1141/9 †1194                                                                                     | Oddone *ca.1141/9 †1194                                                                                     | Oddone *ca.1141/9 †1194                                                                                     | Oddone *ca.1141/9 †1194                                                                                     | Oddone *ca.1141/9 †1194                                                                                     | Oddone *ca.1141/9 †1194                                                                                     | Ladislao III *1161/7 †1231            | Ladislao III *1161/7 †1231            | Ladislao III *1161/7 †1231            | Ladislao III *1161/7 †1231            | Ladislao III *1161/7 †1231            | Ladislao III *1161/7 †1231            | Leszek I *ca.1184/5 †1227                    | Leszek I *ca.1184/5 †1227                    | Leszek I *ca.1184/5 †1227                    | Leszek I *ca.1184/5 †1227                    | Leszek I *ca.1184/5 †1227                    | Leszek I *ca.1184/5 †1227                    | Corrado *ca.1187/8 †1247                                             | Corrado *ca.1187/8 †1247                                             | Corrado *ca.1187/8 †1247                                             | Corrado *ca.1187/8 †1247                                             | Corrado *ca.1187/8 †1247                                             | Corrado *ca.1187/8 †1247                                             |                                               |                                               |                                               |                                               |                                               |                                               |                       |                       |                       |                       |                       |                       |  |  |  |  |  |  |  |  |  |  |  |  |  |  |  |  |  |  |  |  |  |  |  |  |  |  |  |  |  |  |
|                                             |                                             |                                             |                                             |                                             |                                             |                                            |                                            |                                            |                                            |                                            |                                            |                                |                                |                                |                                |                                |                                | | | | | | |                                       |                                       |                                       |                                       |                                       |                                       |                                              |                                              |                                              |                                              |                                              |                                              |                                                                      |                                                                      |                                                                      |                                                                      |                                                                      |                                                                      |                                               |                                               |                                               |                                               |                                               |                                               |                       |                       |                       |                       |                       |                       |  |  |  |  |  |  |  |  |  |  |  |  |  |  |  |  |  |  |  |  |  |  |  |  |  |  |  |  |  |  |
|                                             |                                             |                                             |                                             |                                             |                                             | Enrico I *ca.1165 †1238                    | Enrico I *ca.1165 †1238                    | Enrico I *ca.1165 †1238                    | Enrico I *ca.1165 †1238                    | Enrico I *ca.1165 †1238                    | Enrico I *ca.1165 †1238                    |                                |                                |                                |                                |                                |                                | Ladislao *ca.1190 †1239                                                                                     | Ladislao *ca.1190 †1239                                                                                     | Ladislao *ca.1190 †1239                                                                                     | Ladislao *ca.1190 †1239                                                                                     | Ladislao *ca.1190 †1239                                                                                     | Ladislao *ca.1190 †1239                                                                                     |                                       |                                       |                                       |                                       |                                       |                                       | Boleslao V *1226 †1279                       | Boleslao V *1226 †1279                       | Boleslao V *1226 †1279                       | Boleslao V *1226 †1279                       | Boleslao V *1226 †1279                       | Boleslao V *1226 †1279                       | Casimiro * 1211 †1267                                                | Casimiro * 1211 †1267                                                | Casimiro * 1211 †1267                                                | Casimiro * 1211 †1267                                                | Casimiro * 1211 †1267                                                | Casimiro * 1211 †1267                                                | Siemowit *c.1215 †1262                        | Siemowit *c.1215 †1262                        | Siemowit *c.1215 †1262                        | Siemowit *c.1215 †1262                        | Siemowit *c.1215 †1262                        | Siemowit *c.1215 †1262                        |                       |                       |                       |                       |                       |                       |  |  |  |  |  |  |  |  |  |  |  |  |  |  |  |  |  |  |  |  |  |  |  |  |  |  |  |  |  |  |
|                                             |                                             |                                             |                                             |                                             |                                             | Enrico I *ca.1165 †1238                    | Enrico I *ca.1165 †1238                    | Enrico I *ca.1165 †1238                    | Enrico I *ca.1165 †1238                    | Enrico I *ca.1165 †1238                    | Enrico I *ca.1165 †1238                    |                                |                                |                                |                                |                                |                                | Ladislao *ca.1190 †1239                                                                                     | Ladislao *ca.1190 †1239                                                                                     | Ladislao *ca.1190 †1239                                                                                     | Ladislao *ca.1190 †1239                                                                                     | Ladislao *ca.1190 †1239                                                                                     | Ladislao *ca.1190 †1239                                                                                     |                                       |                                       |                                       |                                       |                                       |                                       | Boleslao V *1226 †1279                       | Boleslao V *1226 †1279                       | Boleslao V *1226 †1279                       | Boleslao V *1226 †1279                       | Boleslao V *1226 †1279                       | Boleslao V *1226 †1279                       | Casimiro * 1211 †1267                                                | Casimiro * 1211 †1267                                                | Casimiro * 1211 †1267                                                | Casimiro * 1211 †1267                                                | Casimiro * 1211 †1267                                                | Casimiro * 1211 †1267                                                | Siemowit *c.1215 †1262                        | Siemowit *c.1215 †1262                        | Siemowit *c.1215 †1262                        | Siemowit *c.1215 †1262                        | Siemowit *c.1215 †1262                        | Siemowit *c.1215 †1262                        |                       |                       |                       |                       |                       |                       |  |  |  |  |  |  |  |  |  |  |  |  |  |  |  |  |  |  |  |  |  |  |  |  |  |  |  |  |  |  |
|                                             |                                             |                                             |                                             |                                             |                                             |                                            |                                            |                                            |                                            |                                            |                                            |                                |                                |                                |                                |                                |                                | | | | | | |                                       |                                       |                                       |                                       |                                       |                                       |                                              |                                              |                                              |                                              |                                              |                                              |                                                                      |                                                                      |                                                                      |                                                                      |                                                                      |                                                                      |                                               |                                               |                                               |                                               |                                               |                                               |                       |                       |                       |                       |                       |                       |  |  |  |  |  |  |  |  |  |  |  |  |  |  |  |  |  |  |  |  |  |  |  |  |  |  |  |  |  |  |
|                                             |                                             |                                             |                                             |                                             |                                             | Enrico II *ca.1196 †1241                   | Enrico II *ca.1196 †1241                   | Enrico II *ca.1196 †1241                   | Enrico II *ca.1196 †1241                   | Enrico II *ca.1196 †1241                   | Enrico II *ca.1196 †1241                   |                                |                                |                                |                                |                                |                                | Przemysł I *ca.1221 †1257                                                                                   | Przemysł I *ca.1221 †1257                                                                                   | Przemysł I *ca.1221 †1257                                                                                   | Przemysł I *ca.1221 †1257                                                                                   | Przemysł I *ca.1221 †1257                                                                                   | Przemysł I *ca.1221 †1257                                                                                   |                                       |                                       |                                       |                                       |                                       |                                       | Leszek II *ca.1241 †1288                     | Leszek II *ca.1241 †1288                     | Leszek II *ca.1241 †1288                     | Leszek II *ca.1241 †1288                     | Leszek II *ca.1241 †1288                     | Leszek II *ca.1241 †1288                     | LADISLAO IV/I * 1261 †1333                                           | LADISLAO IV/I * 1261 †1333                                           | LADISLAO IV/I * 1261 †1333                                           | LADISLAO IV/I * 1261 †1333                                           | LADISLAO IV/I * 1261 †1333                                           | LADISLAO IV/I * 1261 †1333                                           | Boleslao VII (II di Masovia) *ca.1253/8 †1313 | Boleslao VII (II di Masovia) *ca.1253/8 †1313 | Boleslao VII (II di Masovia) *ca.1253/8 †1313 | Boleslao VII (II di Masovia) *ca.1253/8 †1313 | Boleslao VII (II di Masovia) *ca.1253/8 †1313 | Boleslao VII (II di Masovia) *ca.1253/8 †1313 |                       |                       |                       |                       |                       |                       |  |  |  |  |  |  |  |  |  |  |  |  |  |  |  |  |  |  |  |  |  |  |  |  |  |  |  |  |  |  |
|                                             |                                             |                                             |                                             |                                             |                                             | Enrico II *ca.1196 †1241                   | Enrico II *ca.1196 †1241                   | Enrico II *ca.1196 †1241                   | Enrico II *ca.1196 †1241                   | Enrico II *ca.1196 †1241                   | Enrico II *ca.1196 †1241                   |                                |                                |                                |                                |                                |                                | Przemysł I *ca.1221 †1257                                                                                   | Przemysł I *ca.1221 †1257                                                                                   | Przemysł I *ca.1221 †1257                                                                                   | Przemysł I *ca.1221 †1257                                                                                   | Przemysł I *ca.1221 †1257                                                                                   | Przemysł I *ca.1221 †1257                                                                                   |                                       |                                       |                                       |                                       |                                       |                                       | Leszek II *ca.1241 †1288                     | Leszek II *ca.1241 †1288                     | Leszek II *ca.1241 †1288                     | Leszek II *ca.1241 †1288                     | Leszek II *ca.1241 †1288                     | Leszek II *ca.1241 †1288                     | LADISLAO IV/I * 1261 †1333                                           | LADISLAO IV/I * 1261 †1333                                           | LADISLAO IV/I * 1261 †1333                                           | LADISLAO IV/I * 1261 †1333                                           | LADISLAO IV/I * 1261 †1333                                           | LADISLAO IV/I * 1261 †1333                                           | Boleslao VII (II di Masovia) *ca.1253/8 †1313 | Boleslao VII (II di Masovia) *ca.1253/8 †1313 | Boleslao VII (II di Masovia) *ca.1253/8 †1313 | Boleslao VII (II di Masovia) *ca.1253/8 †1313 | Boleslao VII (II di Masovia) *ca.1253/8 †1313 | Boleslao VII (II di Masovia) *ca.1253/8 †1313 |                       |                       |                       |                       |                       |                       |  |  |  |  |  |  |  |  |  |  |  |  |  |  |  |  |  |  |  |  |  |  |  |  |  |  |  |  |  |  |
|                                             |                                             |                                             |                                             |                                             |                                             |                                            |                                            |                                            |                                            |                                            |                                            |                                |                                |                                |                                |                                |                                | | | | | | |                                       |                                       |                                       |                                       |                                       |                                       |                                              |                                              |                                              |                                              |                                              |                                              |                                                                      |                                                                      |                                                                      |                                                                      |                                                                      |                                                                      |                                               |                                               |                                               |                                               |                                               |                                               |                       |                       |                       |                       |                       |                       |  |  |  |  |  |  |  |  |  |  |  |  |  |  |  |  |  |  |  |  |  |  |  |  |  |  |  |  |  |  |
| Boleslao VI (II di Slesia) *ca.1220/5 †1278 | Boleslao VI (II di Slesia) *ca.1220/5 †1278 | Boleslao VI (II di Slesia) *ca.1220/5 †1278 | Boleslao VI (II di Slesia) *ca.1220/5 †1278 | Boleslao VI (II di Slesia) *ca.1220/5 †1278 | Boleslao VI (II di Slesia) *ca.1220/5 †1278 | Enrico III * 1222/30 †1266                 | Enrico III * 1222/30 †1266                 | Enrico III * 1222/30 †1266                 | Enrico III * 1222/30 †1266                 | Enrico III * 1222/30 †1266                 | Enrico III * 1222/30 †1266                 |                                |                                |                                |                                |                                |                                | PRZEMYSŁ II *1257 †1296                                                                                     | PRZEMYSŁ II *1257 †1296                                                                                     | PRZEMYSŁ II *1257 †1296                                                                                     | PRZEMYSŁ II *1257 †1296                                                                                     | PRZEMYSŁ II *1257 †1296                                                                                     | PRZEMYSŁ II *1257 †1296                                                                                     |                                       |                                       |                                       |                                       |                                       |                                       | CASIMIRO III *1310 †1370                     | CASIMIRO III *1310 †1370                     | CASIMIRO III *1310 †1370                     | CASIMIRO III *1310 †1370                     | CASIMIRO III *1310 †1370                     | CASIMIRO III *1310 †1370                     | Elisabetta * 1305 †1380 Carlo Roberto d'Angiò *1288/91 †1342         | Elisabetta * 1305 †1380 Carlo Roberto d'Angiò *1288/91 †1342         | Elisabetta * 1305 †1380 Carlo Roberto d'Angiò *1288/91 †1342         | Elisabetta * 1305 †1380 Carlo Roberto d'Angiò *1288/91 †1342         | Elisabetta * 1305 †1380 Carlo Roberto d'Angiò *1288/91 †1342         | Elisabetta * 1305 †1380 Carlo Roberto d'Angiò *1288/91 †1342         |                                               |                                               |                                               |                                               |                                               |                                               |                       |                       |                       |                       |                       |                       |  |  |  |  |  |  |  |  |  |  |  |  |  |  |  |  |  |  |  |  |  |  |  |  |  |  |  |  |  |  |
| Boleslao VI (II di Slesia) *ca.1220/5 †1278 | Boleslao VI (II di Slesia) *ca.1220/5 †1278 | Boleslao VI (II di Slesia) *ca.1220/5 †1278 | Boleslao VI (II di Slesia) *ca.1220/5 †1278 | Boleslao VI (II di Slesia) *ca.1220/5 †1278 | Boleslao VI (II di Slesia) *ca.1220/5 †1278 | Enrico III * 1222/30 †1266                 | Enrico III * 1222/30 †1266                 | Enrico III * 1222/30 †1266                 | Enrico III * 1222/30 †1266                 | Enrico III * 1222/30 †1266                 | Enrico III * 1222/30 †1266                 |                                |                                |                                |                                |                                |                                | PRZEMYSŁ II *1257 †1296                                                                                     | PRZEMYSŁ II *1257 †1296                                                                                     | PRZEMYSŁ II *1257 †1296                                                                                     | PRZEMYSŁ II *1257 †1296                                                                                     | PRZEMYSŁ II *1257 †1296                                                                                     | PRZEMYSŁ II *1257 †1296                                                                                     |                                       |                                       |                                       |                                       |                                       |                                       | CASIMIRO III *1310 †1370                     | CASIMIRO III *1310 †1370                     | CASIMIRO III *1310 †1370                     | CASIMIRO III *1310 †1370                     | CASIMIRO III *1310 †1370                     | CASIMIRO III *1310 †1370                     | Elisabetta * 1305 †1380 Carlo Roberto d'Angiò *1288/91 †1342         | Elisabetta * 1305 †1380 Carlo Roberto d'Angiò *1288/91 †1342         | Elisabetta * 1305 †1380 Carlo Roberto d'Angiò *1288/91 †1342         | Elisabetta * 1305 †1380 Carlo Roberto d'Angiò *1288/91 †1342         | Elisabetta * 1305 †1380 Carlo Roberto d'Angiò *1288/91 †1342         | Elisabetta * 1305 †1380 Carlo Roberto d'Angiò *1288/91 †1342         |                                               |                                               |                                               |                                               |                                               |                                               |                       |                       |                       |                       |                       |                       |  |  |  |  |  |  |  |  |  |  |  |  |  |  |  |  |  |  |  |  |  |  |  |  |  |  |  |  |  |  |
|                                             |                                             |                                             |                                             |                                             |                                             | Enrico III (IV di Slesia) *ca.1257/8 †1290 | Enrico III (IV di Slesia) *ca.1257/8 †1290 | Enrico III (IV di Slesia) *ca.1257/8 †1290 | Enrico III (IV di Slesia) *ca.1257/8 †1290 | Enrico III (IV di Slesia) *ca.1257/8 †1290 | Enrico III (IV di Slesia) *ca.1257/8 †1290 |                                |                                |                                |                                |                                |                                | (2) Elisabetta Richeza * 1286 †1335 VENCESLAO I (II di Boemia) *1271 †1305 (1) Giuditta (Guta) * 1271 †1297 | (2) Elisabetta Richeza * 1286 †1335 VENCESLAO I (II di Boemia) *1271 †1305 (1) Giuditta (Guta) * 1271 †1297 | (2) Elisabetta Richeza * 1286 †1335 VENCESLAO I (II di Boemia) *1271 †1305 (1) Giuditta (Guta) * 1271 †1297 | (2) Elisabetta Richeza * 1286 †1335 VENCESLAO I (II di Boemia) *1271 †1305 (1) Giuditta (Guta) * 1271 †1297 | (2) Elisabetta Richeza * 1286 †1335 VENCESLAO I (II di Boemia) *1271 †1305 (1) Giuditta (Guta) * 1271 †1297 | (2) Elisabetta Richeza * 1286 †1335 VENCESLAO I (II di Boemia) *1271 †1305 (1) Giuditta (Guta) * 1271 †1297 |                                       |                                       |                                       |                                       |                                       |                                       |                                              |                                              |                                              |                                              |                                              |                                              | LUIGI *1326 †1382                                                    | LUIGI *1326 †1382                                                    | LUIGI *1326 †1382                                                    | LUIGI *1326 †1382                                                    | LUIGI *1326 †1382                                                    | LUIGI *1326 †1382                                                    |                                               |                                               |                                               |                                               |                                               |                                               |                       |                       |                       |                       |                       |                       |  |  |  |  |  |  |  |  |  |  |  |  |  |  |  |  |  |  |  |  |  |  |  |  |  |  |  |  |  |  |
|                                             |                                             |                                             |                                             |                                             |                                             | Enrico III (IV di Slesia) *ca.1257/8 †1290 | Enrico III (IV di Slesia) *ca.1257/8 †1290 | Enrico III (IV di Slesia) *ca.1257/8 †1290 | Enrico III (IV di Slesia) *ca.1257/8 †1290 | Enrico III (IV di Slesia) *ca.1257/8 †1290 | Enrico III (IV di Slesia) *ca.1257/8 †1290 |                                |                                |                                |                                |                                |                                | (2) Elisabetta Richeza * 1286 †1335 VENCESLAO I (II di Boemia) *1271 †1305 (1) Giuditta (Guta) * 1271 †1297 | (2) Elisabetta Richeza * 1286 †1335 VENCESLAO I (II di Boemia) *1271 †1305 (1) Giuditta (Guta) * 1271 †1297 | (2) Elisabetta Richeza * 1286 †1335 VENCESLAO I (II di Boemia) *1271 †1305 (1) Giuditta (Guta) * 1271 †1297 | (2) Elisabetta Richeza * 1286 †1335 VENCESLAO I (II di Boemia) *1271 †1305 (1) Giuditta (Guta) * 1271 †1297 | (2) Elisabetta Richeza * 1286 †1335 VENCESLAO I (II di Boemia) *1271 †1305 (1) Giuditta (Guta) * 1271 †1297 | (2) Elisabetta Richeza * 1286 †1335 VENCESLAO I (II di Boemia) *1271 †1305 (1) Giuditta (Guta) * 1271 †1297 |                                       |                                       |                                       |                                       |                                       |                                       |                                              |                                              |                                              |                                              |                                              |                                              | LUIGI *1326 †1382                                                    | LUIGI *1326 †1382                                                    | LUIGI *1326 †1382                                                    | LUIGI *1326 †1382                                                    | LUIGI *1326 †1382                                                    | LUIGI *1326 †1382                                                    |                                               |                                               |                                               |                                               |                                               |                                               |                       |                       |                       |                       |                       |                       |  |  |  |  |  |  |  |  |  |  |  |  |  |  |  |  |  |  |  |  |  |  |  |  |  |  |  |  |  |  |
|                                             |                                             |                                             |                                             |                                             |                                             |                                            |                                            |                                            |                                            |                                            |                                            |                                |                                |                                |                                |                                |                                | VENCESLAO II (III di Boemia)(1) *1289 †1306                                                                 | VENCESLAO II (III di Boemia)(1) *1289 †1306                                                                 | VENCESLAO II (III di Boemia)(1) *1289 †1306                                                                 | VENCESLAO II (III di Boemia)(1) *1289 †1306                                                                 | VENCESLAO II (III di Boemia)(1) *1289 †1306                                                                 | VENCESLAO II (III di Boemia)(1) *1289 †1306                                                                 |                                       |                                       |                                       |                                       |                                       |                                       |                                              |                                              |                                              |                                              |                                              |                                              | (1) EDVIGE *1374 †1399 LADISLAO II *1352/62 †1434 (2)Sofia Alšėniškė | (1) EDVIGE *1374 †1399 LADISLAO II *1352/62 †1434 (2)Sofia Alšėniškė | (1) EDVIGE *1374 †1399 LADISLAO II *1352/62 †1434 (2)Sofia Alšėniškė | (1) EDVIGE *1374 †1399 LADISLAO II *1352/62 †1434 (2)Sofia Alšėniškė | (1) EDVIGE *1374 †1399 LADISLAO II *1352/62 †1434 (2)Sofia Alšėniškė | (1) EDVIGE *1374 †1399 LADISLAO II *1352/62 †1434 (2)Sofia Alšėniškė |                                               |                                               |                                               |                                               |                                               |                                               |                       |                       |                       |                       |                       |                       |  |  |  |  |  |  |  |  |  |  |  |  |  |  |  |  |  |  |  |  |  |  |  |  |  |  |  |  |  |  |
|                                             |                                             |                                             |                                             |                                             |                                             |                                            |                                            |                                            |                                            |                                            |                                            |                                |                                |                                |                                |                                |                                | VENCESLAO II (III di Boemia)(1) *1289 †1306                                                                 | VENCESLAO II (III di Boemia)(1) *1289 †1306                                                                 | VENCESLAO II (III di Boemia)(1) *1289 †1306                                                                 | VENCESLAO II (III di Boemia)(1) *1289 †1306                                                                 | VENCESLAO II (III di Boemia)(1) *1289 †1306                                                                 | VENCESLAO II (III di Boemia)(1) *1289 †1306                                                                 |                                       |                                       |                                       |                                       |                                       |                                       |                                              |                                              |                                              |                                              |                                              |                                              | (1) EDVIGE *1374 †1399 LADISLAO II *1352/62 †1434 (2)Sofia Alšėniškė | (1) EDVIGE *1374 †1399 LADISLAO II *1352/62 †1434 (2)Sofia Alšėniškė | (1) EDVIGE *1374 †1399 LADISLAO II *1352/62 †1434 (2)Sofia Alšėniškė | (1) EDVIGE *1374 †1399 LADISLAO II *1352/62 †1434 (2)Sofia Alšėniškė | (1) EDVIGE *1374 †1399 LADISLAO II *1352/62 †1434 (2)Sofia Alšėniškė | (1) EDVIGE *1374 †1399 LADISLAO II *1352/62 †1434 (2)Sofia Alšėniškė |                                               |                                               |                                               |                                               |                                               |                                               |                       |                       |                       |                       |                       |                       |  |  |  |  |  |  |  |  |  |  |  |  |  |  |  |  |  |  |  |  |  |  |  |  |  |  |  |  |  |  |
|                                             |                                             |                                             |                                             |                                             |                                             |                                            |                                            |                                            |                                            |                                            |                                            |                                |                                |                                |                                |                                |                                | | | | | | |                                       |                                       |                                       |                                       |                                       |                                       |                                              |                                              |                                              |                                              |                                              |                                              |                                                                      |                                                                      |                                                                      |                                                                      |                                                                      |                                                                      |                                               |                                               |                                               |                                               |                                               |                                               |                       |                       |                       |                       |                       |                       |  |  |  |  |  |  |  |  |  |  |  |  |  |  |  |  |  |  |  |  |  |  |  |  |  |  |  |  |  |  |
|                                             |                                             |                                             |                                             |                                             |                                             |                                            |                                            |                                            |                                            |                                            |                                            |                                |                                |                                |                                |                                |                                | | | | | | |                                       |                                       |                                       |                                       |                                       |                                       | LADISLAO III (V d’Ungheria)(2) *1424 †1444   | LADISLAO III (V d’Ungheria)(2) *1424 †1444   | LADISLAO III (V d’Ungheria)(2) *1424 †1444   | LADISLAO III (V d’Ungheria)(2) *1424 †1444   | LADISLAO III (V d’Ungheria)(2) *1424 †1444   | LADISLAO III (V d’Ungheria)(2) *1424 †1444   | CASIMIRO IV *1427 †1492                                              | CASIMIRO IV *1427 †1492                                              | CASIMIRO IV *1427 †1492                                              | CASIMIRO IV *1427 †1492                                              | CASIMIRO IV *1427 †1492                                              | CASIMIRO IV *1427 †1492                                              |                                               |                                               |                                               |                                               |                                               |                                               |                       |                       |                       |                       |                       |                       |  |  |  |  |  |  |  |  |  |  |  |  |  |  |  |  |  |  |  |  |  |  |  |  |  |  |  |  |  |  |
|                                             |                                             |                                             |                                             |                                             |                                             |                                            |                                            |                                            |                                            |                                            |                                            |                                |                                |                                |                                |                                |                                | | | | | | |                                       |                                       |                                       |                                       |                                       |                                       | LADISLAO III (V d’Ungheria)(2) *1424 †1444   | LADISLAO III (V d’Ungheria)(2) *1424 †1444   | LADISLAO III (V d’Ungheria)(2) *1424 †1444   | LADISLAO III (V d’Ungheria)(2) *1424 †1444   | LADISLAO III (V d’Ungheria)(2) *1424 †1444   | LADISLAO III (V d’Ungheria)(2) *1424 †1444   | CASIMIRO IV *1427 †1492                                              | CASIMIRO IV *1427 †1492                                              | CASIMIRO IV *1427 †1492                                              | CASIMIRO IV *1427 †1492                                              | CASIMIRO IV *1427 †1492                                              | CASIMIRO IV *1427 †1492                                              |                                               |                                               |                                               |                                               |                                               |                                               |                       |                       |                       |                       |                       |                       |  |  |  |  |  |  |  |  |  |  |  |  |  |  |  |  |  |  |  |  |  |  |  |  |  |  |  |  |  |  |
|                                             |                                             |                                             |                                             |                                             |                                             |                                            |                                            |                                            |                                            |                                            |                                            |                                |                                |                                |                                |                                |                                | | | | | | |                                       |                                       |                                       |                                       |                                       |                                       |                                              |                                              |                                              |                                              |                                              |                                              |                                                                      |                                                                      |                                                                      |                                                                      |                                                                      |                                                                      |                                               |                                               |                                               |                                               |                                               |                                               |                       |                       |                       |                       |                       |                       |  |  |  |  |  |  |  |  |  |  |  |  |  |  |  |  |  |  |  |  |  |  |  |  |  |  |  |  |  |  |
|                                             |                                             |                                             |                                             |                                             |                                             |                                            |                                            |                                            |                                            |                                            |                                            |                                |                                |                                |                                |                                |                                | Ladislao (VII d’Ungheria e II di Boemia) *1456 †1516                                                        | Ladislao (VII d’Ungheria e II di Boemia) *1456 †1516                                                        | Ladislao (VII d’Ungheria e II di Boemia) *1456 †1516                                                        | Ladislao (VII d’Ungheria e II di Boemia) *1456 †1516                                                        | Ladislao (VII d’Ungheria e II di Boemia) *1456 †1516                                                        | Ladislao (VII d’Ungheria e II di Boemia) *1456 †1516                                                        | GIOVANNI I ALBERTO *1459 †1501        | GIOVANNI I ALBERTO *1459 †1501        | GIOVANNI I ALBERTO *1459 †1501        | GIOVANNI I ALBERTO *1459 †1501        | GIOVANNI I ALBERTO *1459 †1501        | GIOVANNI I ALBERTO *1459 †1501        | ALESSANDRO *1461 †1506                       | ALESSANDRO *1461 †1506                       | ALESSANDRO *1461 †1506                       | ALESSANDRO *1461 †1506                       | ALESSANDRO *1461 †1506                       | ALESSANDRO *1461 †1506                       | SIGISMONDO I *1467 †1548                                             | SIGISMONDO I *1467 †1548                                             | SIGISMONDO I *1467 †1548                                             | SIGISMONDO I *1467 †1548                                             | SIGISMONDO I *1467 †1548                                             | SIGISMONDO I *1467 †1548                                             |                                               |                                               |                                               |                                               |                                               |                                               |                       |                       |                       |                       |                       |                       |  |  |  |  |  |  |  |  |  |  |  |  |  |  |  |  |  |  |  |  |  |  |  |  |  |  |  |  |  |  |
|                                             |                                             |                                             |                                             |                                             |                                             |                                            |                                            |                                            |                                            |                                            |                                            |                                |                                |                                |                                |                                |                                | Ladislao (VII d’Ungheria e II di Boemia) *1456 †1516                                                        | Ladislao (VII d’Ungheria e II di Boemia) *1456 †1516                                                        | Ladislao (VII d’Ungheria e II di Boemia) *1456 †1516                                                        | Ladislao (VII d’Ungheria e II di Boemia) *1456 †1516                                                        | Ladislao (VII d’Ungheria e II di Boemia) *1456 †1516                                                        | Ladislao (VII d’Ungheria e II di Boemia) *1456 †1516                                                        | GIOVANNI I ALBERTO *1459 †1501        | GIOVANNI I ALBERTO *1459 †1501        | GIOVANNI I ALBERTO *1459 †1501        | GIOVANNI I ALBERTO *1459 †1501        | GIOVANNI I ALBERTO *1459 †1501        | GIOVANNI I ALBERTO *1459 †1501        | ALESSANDRO *1461 †1506                       | ALESSANDRO *1461 †1506                       | ALESSANDRO *1461 †1506                       | ALESSANDRO *1461 †1506                       | ALESSANDRO *1461 †1506                       | ALESSANDRO *1461 †1506                       | SIGISMONDO I *1467 †1548                                             | SIGISMONDO I *1467 †1548                                             | SIGISMONDO I *1467 †1548                                             | SIGISMONDO I *1467 †1548                                             | SIGISMONDO I *1467 †1548                                             | SIGISMONDO I *1467 †1548                                             |                                               |                                               |                                               |                                               |                                               |                                               |                       |                       |                       |                       |                       |                       |  |  |  |  |  |  |  |  |  |  |  |  |  |  |  |  |  |  |  |  |  |  |  |  |  |  |  |  |  |  |
|                                             |                                             |                                             |                                             |                                             |                                             |                                            |                                            |                                            |                                            |                                            |                                            |                                |                                |                                |                                |                                |                                | | | | | | |                                       |                                       |                                       |                                       |                                       |                                       |                                              |                                              |                                              |                                              |                                              |                                              |                                                                      |                                                                      |                                                                      |                                                                      |                                                                      |                                                                      |                                               |                                               |                                               |                                               |                                               |                                               |                       |                       |                       |                       |                       |                       |  |  |  |  |  |  |  |  |  |  |  |  |  |  |  |  |  |  |  |  |  |  |  |  |  |  |  |  |  |  |
|                                             |                                             |                                             |                                             |                                             |                                             |                                            |                                            |                                            |                                            |                                            |                                            |                                |                                |                                |                                |                                |                                | | | | | | | SIGISMONDO II AUGUSTO (I) *1520 †1572 | SIGISMONDO II AUGUSTO (I) *1520 †1572 | SIGISMONDO II AUGUSTO (I) *1520 †1572 | SIGISMONDO II AUGUSTO (I) *1520 †1572 | SIGISMONDO II AUGUSTO (I) *1520 †1572 | SIGISMONDO II AUGUSTO (I) *1520 †1572 | ANNA *1523 †1596 STEFANO Báthory *1533 †1586 | ANNA *1523 †1596 STEFANO Báthory *1533 †1586 | ANNA *1523 †1596 STEFANO Báthory *1533 †1586 | ANNA *1523 †1596 STEFANO Báthory *1533 †1586 | ANNA *1523 †1596 STEFANO Báthory *1533 †1586 | ANNA *1523 †1596 STEFANO Báthory *1533 †1586 | Caterina *1526 †1583 Giovanni III di Svezia *1537 †1592              | Caterina *1526 †1583 Giovanni III di Svezia *1537 †1592              | Caterina *1526 †1583 Giovanni III di Svezia *1537 †1592              | Caterina *1526 †1583 Giovanni III di Svezia *1537 †1592              | Caterina *1526 †1583 Giovanni III di Svezia *1537 †1592              | Caterina *1526 †1583 Giovanni III di Svezia *1537 †1592              |                                               |                                               |                                               |                                               |                                               |                                               |                       |                       |                       |                       |                       |                       |  |  |  |  |  |  |  |  |  |  |  |  |  |  |  |  |  |  |  |  |  |  |  |  |  |  |  |  |  |  |
|                                             |                                             |                                             |                                             |                                             |                                             |                                            |                                            |                                            |                                            |                                            |                                            |                                |                                |                                |                                |                                |                                | | | | | | | SIGISMONDO II AUGUSTO (I) *1520 †1572 | SIGISMONDO II AUGUSTO (I) *1520 †1572 | SIGISMONDO II AUGUSTO (I) *1520 †1572 | SIGISMONDO II AUGUSTO (I) *1520 †1572 | SIGISMONDO II AUGUSTO (I) *1520 †1572 | SIGISMONDO II AUGUSTO (I) *1520 †1572 | ANNA *1523 †1596 STEFANO Báthory *1533 †1586 | ANNA *1523 †1596 STEFANO Báthory *1533 †1586 | ANNA *1523 †1596 STEFANO Báthory *1533 †1586 | ANNA *1523 †1596 STEFANO Báthory *1533 †1586 | ANNA *1523 †1596 STEFANO Báthory *1533 †1586 | ANNA *1523 †1596 STEFANO Báthory *1533 †1586 | Caterina *1526 †1583 Giovanni III di Svezia *1537 †1592              | Caterina *1526 †1583 Giovanni III di Svezia *1537 †1592              | Caterina *1526 †1583 Giovanni III di Svezia *1537 †1592              | Caterina *1526 †1583 Giovanni III di Svezia *1537 †1592              | Caterina *1526 †1583 Giovanni III di Svezia *1537 †1592              | Caterina *1526 †1583 Giovanni III di Svezia *1537 †1592              |                                               |                                               |                                               |                                               |                                               |                                               |                       |                       |                       |                       |                       |                       |  |  |  |  |  |  |  |  |  |  |  |  |  |  |  |  |  |  |  |  |  |  |  |  |  |  |  |  |  |  |
|                                             |                                             |                                             |                                             |                                             |                                             |                                            |                                            |                                            |                                            |                                            |                                            |                                |                                |                                |                                |                                |                                | | | | | | |                                       |                                       |                                       |                                       |                                       |                                       |                                              |                                              |                                              |                                              |                                              |                                              | SIGISMONDO III *1566 †1632                                           |                                                                      |                                                                      |                                                                      |                                                                      |                                                                      |                                               |                                               |                                               |                                               |                                               |                                               |                       |                       |                       |                       |                       |                       |  |  |  |  |  |  |  |  |  |  |  |  |  |  |  |  |  |  |  |  |  |  |  |  |  |  |  |  |  |  |
|                                             |                                             |                                             |                                             |                                             |                                             |                                            |                                            |                                            |                                            |                                            |                                            |                                |                                |                                |                                |                                |                                | | | | | | |                                       |                                       |                                       |                                       |                                       |                                       |                                              |                                              |                                              |                                              |                                              |                                              |                                                                      |                                                                      |                                                                      |                                                                      |                                                                      |                                                                      |                                               |                                               |                                               |                                               |                                               |                                               |                       |                       |                       |                       |                       |                       |  |  |  |  |  |  |  |  |  |  |  |  |  |  |  |  |  |  |  |  |  |  |  |  |  |  |  |  |  |  |
|                                             |                                             |                                             |                                             |                                             |                                             |                                            |                                            |                                            |                                            |                                            |                                            |                                |                                |                                |                                |                                |                                | | | | | | |                                       |                                       |                                       |                                       |                                       |                                       |                                              |                                              |                                              |                                              |                                              |                                              |                                                                      |                                                                      |                                                                      |                                                                      |                                                                      |                                                                      |                                               |                                               |                                               |                                               |                                               |                                               |                       |                       |                       |                       |                       |                       |  |  |  |  |  |  |  |  |  |  |  |  |  |  |  |  |  |  |  |  |  |  |  |  |  |  |  |  |  |  |
|                                             |                                             |                                             |                                             |                                             |                                             |                                            |                                            |                                            |                                            |                                            |                                            |                                |                                |                                |                                |                                |                                | | | | | | |                                       |                                       |                                       |                                       |                                       |                                       | LADISLAO IV *1595 †1648                      | LADISLAO IV *1595 †1648                      | LADISLAO IV *1595 †1648                      | LADISLAO IV *1595 †1648                      | LADISLAO IV *1595 †1648                      | LADISLAO IV *1595 †1648                      | GIOVANNI II CASIMIRO *1609 †1668                                     | GIOVANNI II CASIMIRO *1609 †1668                                     | GIOVANNI II CASIMIRO *1609 †1668                                     | GIOVANNI II CASIMIRO *1609 †1668                                     | GIOVANNI II CASIMIRO *1609 †1668                                     | GIOVANNI II CASIMIRO *1609 †1668                                     |                                               |                                               |                                               |                                               |                                               |                                               |                       |                       |                       |                       |                       |                       |  |  |  |  |  |  |  |  |  |  |  |  |  |  |  |  |  |  |  |  |  |  |  |  |  |  |  |  |  |  |

## Sovrani del territorio polacco dopo la terza spartizione
Con la terza spartizione del 1795 la Polonia cessò di esistere come stato sovrano. Stanislao II Augusto Poniatowski andò in esilio a San Pietroburgo, mentre il territorio polacco fu diviso e spartito tra Austria, Prussia e Russia.
Gli zar russi mantennero, tra i loro vari titoli, quello di re di Polonia, ma la nazione polacca rivedrà riconosciuta la sua piena indipendenza solo nel 1918, al termine della prima guerra mondiale, con la Seconda Repubblica di Polonia.